# District de Shanyang
Pour les articles homonymes, voir Shanyang.
Le district de Shanyang (山阳区 ; pinyin : Shānyáng Qū) est une subdivision administrative de la province du Henan en Chine. Il est placé sous la juridiction de la ville-préfecture de Jiaozuo.